# Romitan
Romitan (uzb. cyr. Ромитан; ros. Ромитан) – miasto w południowo-środkowym Uzbekistanie, w wilajecie bucharskim, tumanie Romitan. Miejscowość otrzymała prawa miejskie w 1981 roku.
Miasto Romitan jest ośrodkiem przemysłu skórzanego. W 2016 roku liczyło ok. 14,3 tys. mieszkańców.